# Йохан Кройф Арена
«Йо́хан Кройф Аре́на» (нидерл. Johan Cruijff ArenA), ранее известный как «Амстердам Арена» — футбольный стадион в городе Амстердам, Нидерланды. Строительство стадиона велось с 1993 по 1996 год, стоимость возведения стадиона составила 140 млн евро. Стадион используется для проведения матчей по футболу и американскому футболу, концертов и других мероприятий. Стадион вмещает 54 990 человек во время спортивных матчей и 68 000 во время концертов. Рядом со стадионом оборудована парковка примерно на 12 000 машин + 500 автомобилей можно припарковать непосредственно под трибунами. Имеет выдвижную крышу. Название в честь нидерландского футболиста и тренера Йохана Кройфа было присвоено стадиону с начала футбольного сезона 2018/19 годов.
Футбольный клуб «Аякс» проводит здесь домашние матчи с 1996 года, здесь же расположен музей футбольного клуба «Аякс». Иногда здесь играет сборная Нидерландов. На стадионе проводил домашние матчи клуб американского футбола «Амстердамские Адмиралы» с 1996 года по 2007 год. Стадион также принимал матчи во время чемпионата Европы 2000 года. На «Амстердам Арене» в разные годы давали концерты такие певцы, как Мадонна, Андре Хазес, Майкл Джексон и другие, а также группы The Rolling Stones, Metallica, U2 и другие известные коллективы.
Ежегодно на «Йохан Кройф Арене» проходит музыкально танцевальное мероприятие под названием «Sensation».

## История
Амстердам был одним из шести городов, который претендовал на проведение летних Олимпийских игр 1992 года. В 1986 году был спроектирован новый олимпийский стадион с футбольным полем и легкоатлетической дорожкой вокруг него. Возведение нового стадиона планировалось в районе Страндвлита, одного из районов Амстердама. После того как Амстердам потерпел поражение за право принять у себя Олимпийские игры, которые достались испанской Барселоне, власти города план о строительстве стадиона решили отменить.
В 1987 году было создано объединение «Амстердам Спорт Сити Фонд», возродившее идею строительства стадиона, который должен был бы вмещать 55 тысяч человек. В 1991 году появился дизайн нового стадиона с футбольным полем и легкоатлетической дорожкой, а также полностью закрывающейся крышей над стадионом. К этому времени футбольный клуб «Аякс» нуждался в новом стадионе, так как их стадион «Де Мер» был уже непригоден для проведения крупных матчей. Также существовал альтернативный проект, в котором легкоатлетическая дорожка отсутствовала, вместимость стадиона уменьшалась до 50 тыс. человек, а крыша была стационарной.

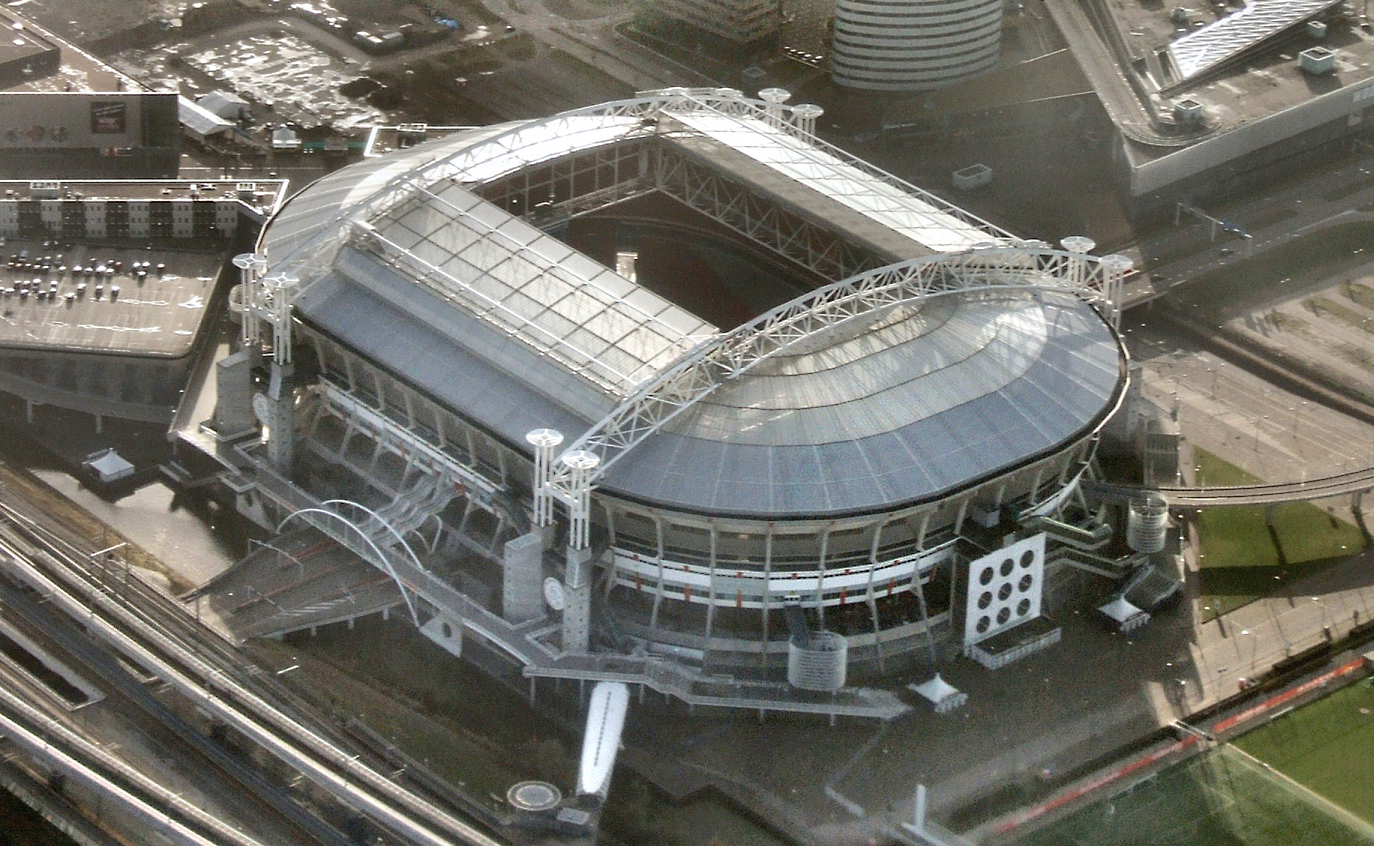
Вид на открытую крышу стадиона

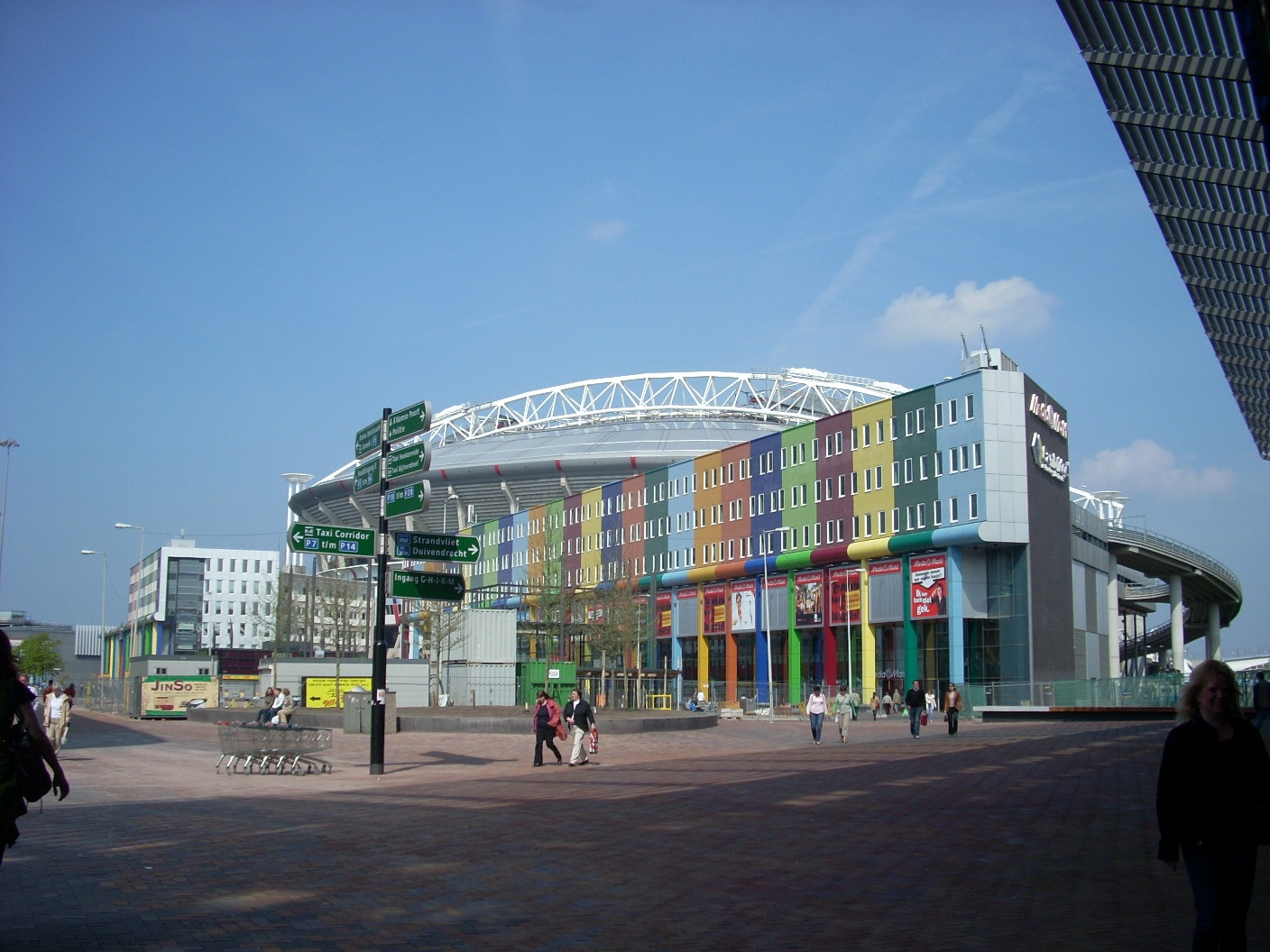
Вид на стадион

Логотип стадиона до переименования

В 1992 году правительство Амстердама озаботилось выбором места с разнообразной транспортной доступностью, и в результате в 1993 году городские власти дали разрешение на строительство стадиона и выделили площадку для его возведения. Первым этапом строительства стало рытье глубокого котлована 26 ноября 1993 года. Строительство заняло три года, наивысшей точки по высоте новый стадион достиг 24 февраля 1995 года, когда была поднята крыша. Во время строительства стадион посетило более 180 тысяч посетителей, после окончания возведения стадиона он был закрыт с 1 июля 1996 года до церемонии открытия. Официальной датой открытия «Амстердам Арены» стало 14 августа 1996 года. В церемонии открытия участвовала королева Нидерландов Беатрикс. Церемония открытия нового стадиона началась с того, что королева опустила огромный занавес внутрь стадиона. Это позволило увидеть самое большое в мире полотно De Zee («Море») размером 80х126 метров. На море разместились корабли, которые символизировали клубы — участники чемпионата Нидерландов. Нидерландская певица Трейнтье Остерхёйс спела гимн «De zee», написанный композитором Джоном Юбенком специально для церемонии открытия.
За восемь дней до открытия стадиона стартовал пробег с факелом по городам Нидерландов, в котором участвовало 375 бегунов, которым предстояло пробежать дистанцию в 1400 километров. Первым бегуном стал Йохан Кройф, который стартовал от стадиона «Де Мер», а последним, кто завершал дистанцию, стал Франк Райкард, который финишировал уже на новом стадионе. После того как на стадионе был уложен газон и открыта крыша стадиона, был проведён первый матч между «Аяксом» и итальянским «Миланом».

## Спортивные события

### Футбол
Стадион является домашней ареной футбольного клуба «Аякс», который выступает в чемпионате Нидерландов. Первым матчем на стадионе стала товарищеская игра между «Аяксом» и итальянским «Миланом», матч закончился со счётом 0:3 в пользу «Милана». Первый мяч на новом стадионе забил футболист «Милана» Деян Савичевич.
«Амстердам Арена» приняла финал Лиги чемпионов УЕФА 1998, в котором «Реал Мадрид» обыграл «Ювентус» со счётом 1:0 благодаря голу Предрага Миятовича и выиграл Кубок чемпионов впервые за 32 года. В 2000 году «Амстердам Арена» принимала пять матчей чемпионата Европы. На групповой стадии сборная Нидерландов обыграла здесь команды Чехии (1:0) и Франции (3:2), а в полуфинале хозяева проиграли по пенальти команде Италии («оранжевые» не реализовали 3 из 4 пенальти). После смерти Ринуса Михелса в 2005 году, болельщики «Аякса» попытались убедить руководство стадиона переименовать его в стадион имени Ринуса Михелса. Но руководство отказало, однако на каждом домашнем матче «Аякса» на стадионе присутствует большой баннер с надписью «Стадион Ринуса Михелса». На «Амстердам Арене» прошёл финал Лиги Европы УЕФА 2013 между «Бенфикой» и «Челси».  После смерти Йохана Кройфа стадион был переименован на «Йохан Кройф Арена». В 2021 году он принимал игры Евро-2020: 3 матча сборной Нидерландов в группе и 1 игру ⅛ финала. 

### Американский футбол
«Амстердам Арена» также являлась домашним стадионом для команды американского футбола «Амстердамские Адмиралы», до тех пор, пока Европейская лига американского футбола перестала существовать в июне 2007 года. Всего «Амстердамские Адмиралы» провели более 50 матчей в период с 1997 по 2007 год. В 2001 году «Амстердам Арена» приняла финальный матч девятого Всемирного кубка по американскому футболу, в том матче футболисты «Барселоны Драгон» были сильнее команды «Берлин Тандер».

## Музыкальные события
Певица Тина Тёрнер стала первой, кто когда-либо выступал на «Амстердам-арене». В общей сложности на трёх концертах в рамках «Wildest Dreams Tour», которые прошли в сентябре 1996 года, присутствовало более 150 тыс. человек. Другой известный певец — Майкл Джексон отыграл пять концертов на амстердамской арене во время своего «HIStory World Tour» в 1996 и 1997 году, и собрал более 250 тысяч человек.
Несмотря на частые жалобы по поводу плохой акустики, концерты на стадионе проводятся часто. На «Амстердам Арене» давали свои концерты такие звёзды как: Тина Тёрнер, Майкл Джексон, Селин Дион, Джордж Майкл, Дэвид Боуи, Bon Jovi, Эминем, Робби Уильямс, Андре Хазес, Red Hot Chili Peppers, Джастин Тимберлейк, The Rolling Stones, Genesis, U2, Metallica, Мадонна, The Police.
Ежегодно с 2000 до 2017 года на «Амстердам Арене» проходил фестиваль электронной музыки «Sensation». Спустя три года, в 2020 году фестиваль вновь вернулся на арену с новой постановкой «Monument of Light», которая прошла без зрителей из-за пандемии коронавируса в онлайн-формате. В 2021 году фестиваль должен полноценно вернуться на арену с постановкой «BEYOND».